# Azzurro (araldica)
L'azzurro è uno smalto araldico di colore blu. Nella rappresentazione monocromatica è simboleggiato da linee parallele orizzontali.

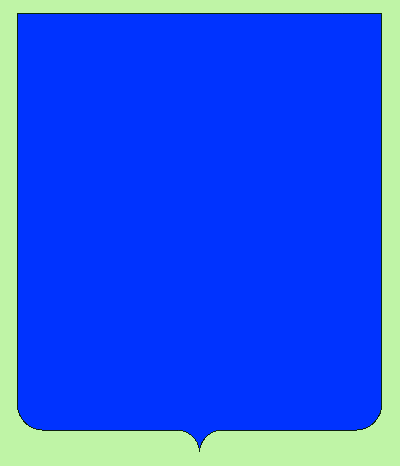
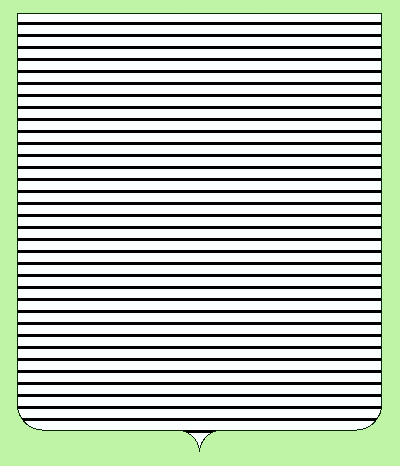
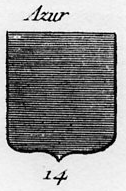

Malgrado il suo nome, l'azzurro araldico è ben lontano dal colore del cielo, ma come deve essere per uno smalto, è un colore netto e intenso per ben distinguersi dai colori chiari dei metalli. Quando si vuole indicare il colore chiaro del cielo, si blasona campo di cielo.
A causa della sua relazione con il cielo, l'azzurro simboleggia tutte le virtù più elevate e, tra quelle spirituali, devozione, fedeltà, castità, giustizia, santità. Per le qualità mondane, simboleggia bellezza, nobiltà, fortezza, fermezza incorruttibile, vigilanza, vittoria, perseveranza, ricchezza, amore per la patria, buon augurio, fama gloriosa. Nei tornei indicava gelosia.
Nelle forze armate italiane l'azzurro è il colore della fascia (sciarpa) che distingue gli ufficiali, e che deriva dal colore di Casa Savoia. Ha la stessa origine il colore delle maglie sportive italiane. L'azzurro fu anche distintivo di parte guelfa.